# Neurofibromine 1
La neurofibromine 1 est une protéine dont le gène, NF1, est situé sur le chromosome 17 humain. 

## Rôles
Elle a un rôle de suppresseur de tumeurs. Elle agit en inhibant la voie des protéine RAS.

## En médecine
La mutation de son gène est associée à la neurofibromatose de type I et au syndrome de Watson.